# Herb województwa wołyńskiego

Herb województwa wołyńskiego II Rzeczypospolitej

Herb województwa wołyńskiego został ustanowiony w Przywileju o przywróceniu Ziemi Wołyńskiej do Królestwa Polskiego w 1569 r. W punkcie 10. postanowiono, aby przy dawnym znaku (srebrnym krzyżu w czerwonym polu) używano Orła Białego - herbu Królestwa Polskiego. W konstytucji ustanawiającej Trybunał dla województw wołyńskiego i bracławskiego uszczegółowiono, że herbem województwa jest krzyż a na krzyżu orzeł.
W II Rzeczypospolitej opracowano projekt herbu województwa wołyńskiego
"W polu czerwonym krzyż biały, pośrodku na krzyżu na tarczy czerwonej orzeł biały (herb państwowy typu XVI wieku)."